# Cassida margaritacea
Cassida margaritacea är en skalbaggsart som beskrevs av Johann Gottlieb Schaller 1783. Cassida margaritacea ingår i släktet Cassida, och familjen bladbaggar. Arten har ej påträffats i Sverige.